# Pierre Hemmer
Pour les articles homonymes, voir Hemmer.
 (novembre 2024).
Pierre Hemmer, né le 8 mars 1950 à Fribourg et mort le 27 juin 2013 à Nice, est un chef d'entreprises et cadre auprès de la Confédération suisse, actif en particulier dans le domaine d'Internet,,,. Il est considéré comme le premier fournisseur d'accès grand public en Suisse. En 1995, il est, avec sa société M&Cnet, le seul fournisseur d'accès à Internet public du canton de Fribourg et plusieurs autres régions de Suisse romande,,.
Au travers de conférences et d'interventions médiatiques, il annonce de futurs changements sociétaux, une révolution des mentalités et des habitudes prévisibles au vu de l'avènement des nouvelles technologies de l'information, dans des domaines tels que l'économie et le management, les transports, la communication et les médias, l'éducation, la culture, la santé et le social,,,,,,,,,,,.
Il transmet sa fibre entrepreneuriale, en particulier à d'anciens collaborateurs qui fondent des sociétés actives dans divers domaines liés au web : consulting, graphisme et webdesign, vente de matériel et logiciels informatique, développement de sites Internet et autres prestations web,,,,.

## Famille
La famille de Pierre Hemmer est originaire de Rodemack, en Lorraine (France) et acquiert la nationalité suisse et la citoyenneté de Romont, dans le canton de Fribourg, en 1923,.
Il est le dixième enfant de François Marie Pierre Hemmer,, régent à Orsonnens et Fribourg, puis professeur à l'Ecole secondaire des garçons (Fribourg) et de Madeleine Marie Jambé (1910-1990), née à Châtel-saint-Denis (Fribourg), femme au foyer. Il est le frère de François Hemmer (fils), ancien directeur de l'école d'ingénieurs de Fribourg.
Cousin du président de la République française Albert Lebrun (de 1932 à 1940), son grand-père paternel, Pierre Marie Joseph Hemmer (1875-1950) travaille en tant qu'ingénieur auprès de la société Brown, Boveri & Cie.
Par sa grand-mère maternelle Françoise Laure Théraulaz, il est l'arrière-petit-fils de l'homme politique suisse Jean Alphonse Théraulaz, et un petit-cousin de l'architecte Augustin Genoud (de).
Le 24 juillet 1976, il épouse Rose-Marie Hemmer, née Sallin (1953-2017), secrétaire à Fribourg et femme au foyer, avec qui il a quatre enfants. Rose-Marie Hemmer est la sœur de la metteuse en scène suisse Gisèle Sallin.

## Biographie
Pierre Hemmer est ingénieur ETS en électronique & informatique. En 1975, il travaille pour la société Brown, Boveri & Cie. De 1976 à 1979, il est employé par Landis+Gyr (Zoug, Suisse et Californie, USA), puis, de 1979 à 1988, par Falma-Control Buser AG, en tant que directeur technique et chef de projets.
De 1988 à 1990, devenu indépendant, il participe à la mise sur pied du Centre CIM de Suisse occidentale (CCSO). Il en devient le directeur technique.[Quand ?]
Le 3 janvier 1995, il fonde MC Management et Communications SA (M&Cnet),,, entreprise issue de la privatisation des activités de télécommunications et de gestion d'informations du Programme d'action CIM suisse,. Cette entreprise fournit un accès internet au grand public, principalement dans le Canton de Fribourg et dans des régions avoisinantes.
Convaincu par internet dans une société encore largement déconnectée, il le présente comme «Une gigantesque bibliothèque aux livres éclatés dans le monde entier, un outil puissant pour l’industrie, une révolution technologique, économique, culturelle, philosophique».
La revue Bilanz déclare M&Cnet "E-Company de l'année 2000".
Après avoir rejoint le groupe américain Via Net.Works en octobre 1999,,,,,,, MC Management et Communications SA devient en 2001 Via Net.Works Suisse SA, et étend sa couverture.
En 2001, il fonde la société hemmer.ch SA à Fribourg et la dirige jusqu'à 2005.
Engagé dès mai 2006 par la Chancellerie fédérale en tant que chef du développement, puis dès avril 2008 par le Secrétariat d'État à l'économie en tant que chef du développement de services eGovernment, il est chargé d'initialiser une première harmonisation des services administratifs en ligne auprès de tous les cantons et communes de Suisse.

## Projets et initiatives
En décembre 1991, Pierre Hemmer organise avec le Centre CIM de Suisse occidental une réunion d'experts scientifiques internationaux concernant la coopération en matière de nouvelles technologies de production, dans le cadre d'un programme de recherche IMS (Intelligent Manufacturing Systems), qui ambitionne d'"associer des ressources des pays occidentaux pour développer en commun les techniques de production les plus avancées".
En mai 1995, il mène trois initiatives : créer, dans le canton de Fribourg, un réseau régional de communications, avec de nouvelles lignes sur le terrain ; créer une plate-forme régionale d'échange d'informations de marketing et de publicité interactive sur Internet; créer un programme de formation et de soutien didactique.
Le 27 juin 1995, il raccorde avec sa société M&Cnet le premier Cybercafé de Suisse romande.
Le 24 janvier 1997, il crée, avec Didier Bordon la société Formation-Conseil SA, destinée à la formation des personnes sans emploi.
En octobre 1997, avec sa société M&Cnet, il raccorde le téléréseau des Services industriels bullois sur Internet et propose au grand public la connexion via le téléviseur, la réception radio en direct sur le web et des applications de domotique basées sur Internet.
En septembre 2000, alors directeur de M&Cnet, il signe avec trois autres entreprises - Les Entreprises électriques fribourgeoises (EEF), Business Computer Dimension (BCD) à Givisiez et le Centre informatique des sociétés électriques romandes (CISEL) - un accord de partenariat visant à proposer à leur clientèle respective une solution globale dans les domaines des télécommunications, d'Internet et des réseaux d'entreprises.
En octobre 2000, il cède à l'État de Fribourg les noms de domaine fribourg.ch, sarine.ch, gruyere.ch, singine.ch, glane.ch, broye.ch et veveyse.ch (nom du canton et de six districts).